# Monte Scopus
Monte Scopus (Hebreo הַר הַצּוֹפִים, Har HaTzofim) es una montaña, situada en el nordeste de Jerusalén. 
A diferencia de Jerusalén Este, el Monte Scopus fue capturado por Israel durante la Guerra de Independencia de Israel de 1948, siendo un enclave israelí dentro del territorio jordano durante el período en que dicho Estado se anexionó Judea y Samaria, entre 1948 y 1967, cuando fue ocupada militarmente por Israel. Este país se anexionó administrativamente Jerusalén Este, y cambió el perímetro de la ciudad, pero esta decisión no fue aceptada internacionalmente. Por el contrario, la soberanía israelí sobre el Monte Scopus es internacionalmente reconocida.

## Galería

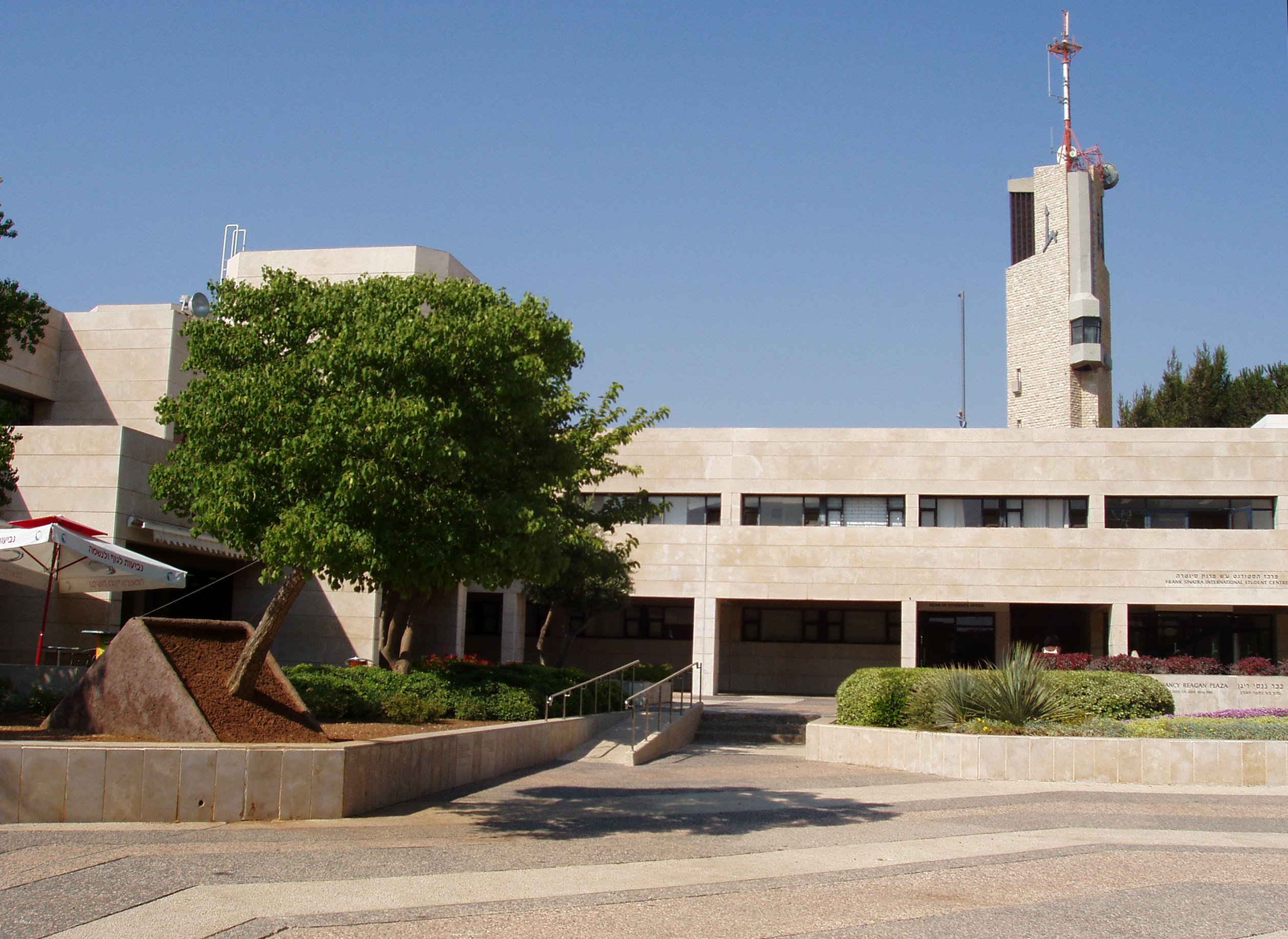
Universidad Hebrea de Jerusalén (Campus de Monte Scopus)
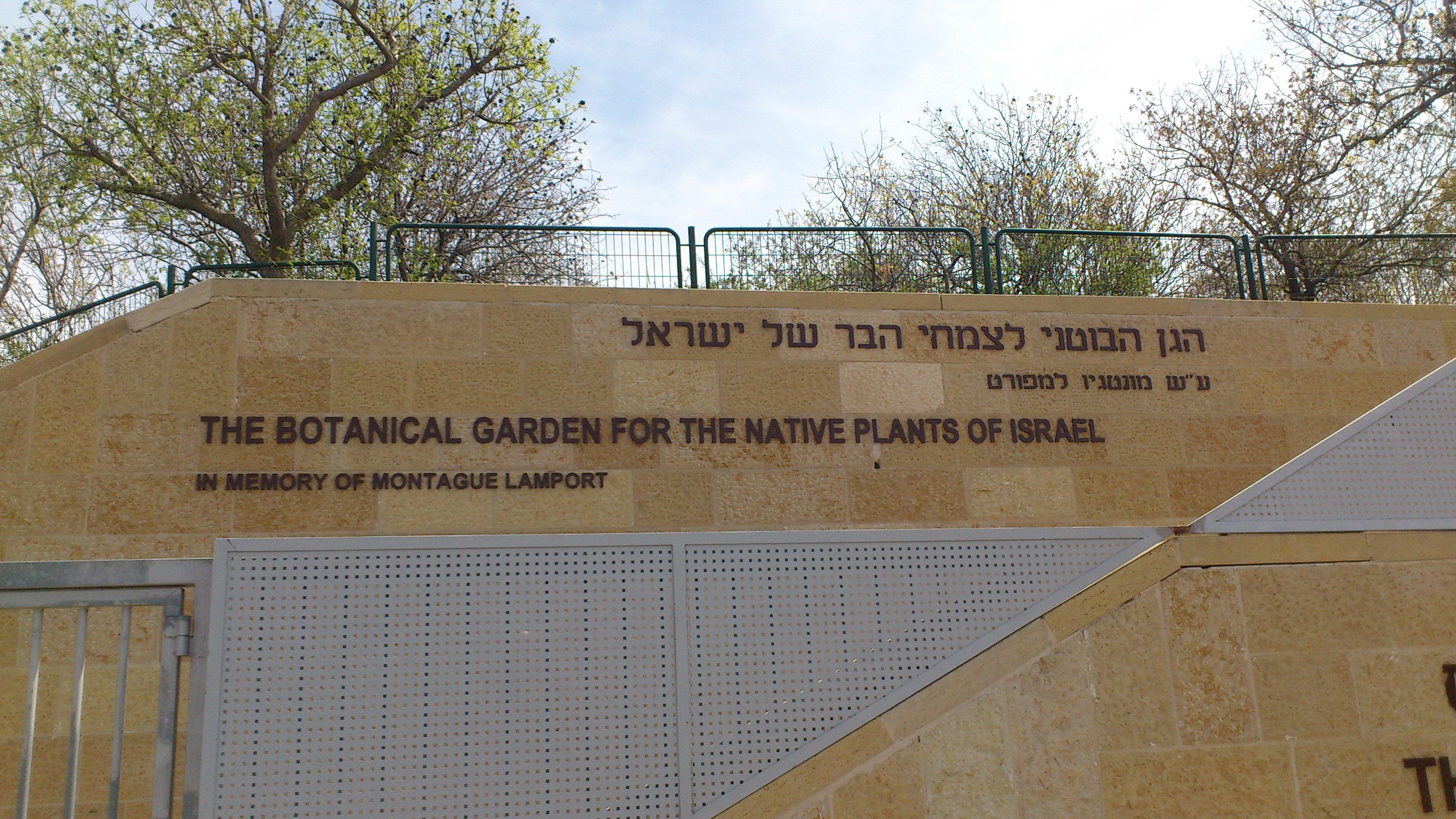
Jardín Botánico Nacional de Israel
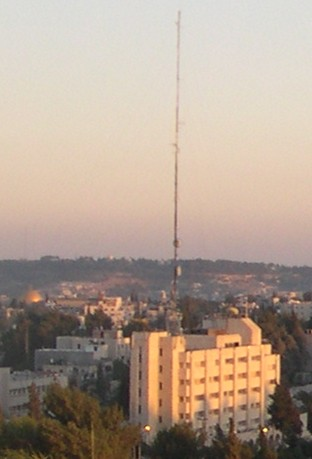
Jefatura Nacional de la Policía de Israel
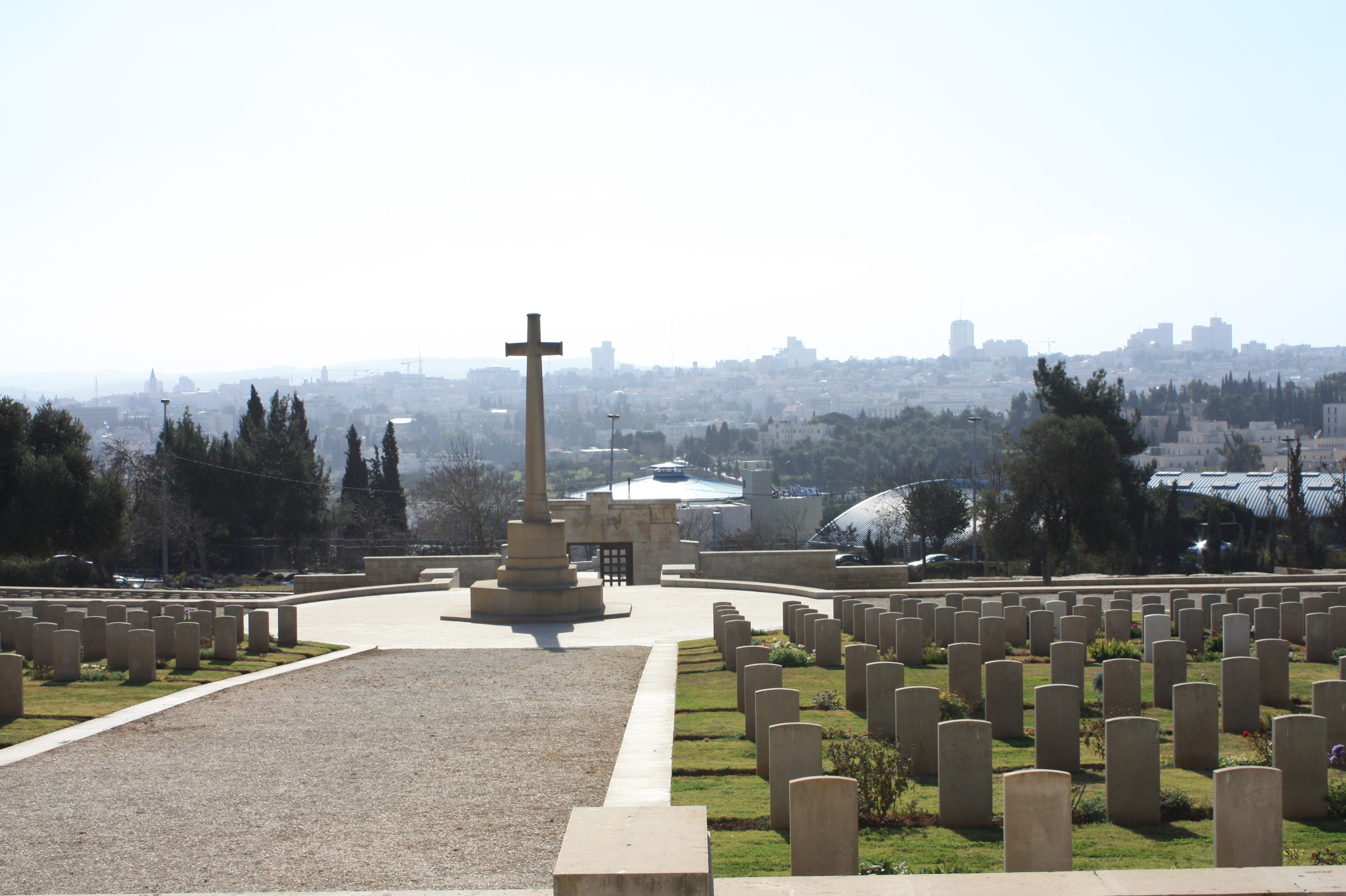
Cementerio británico de la guerra en Jerusalén
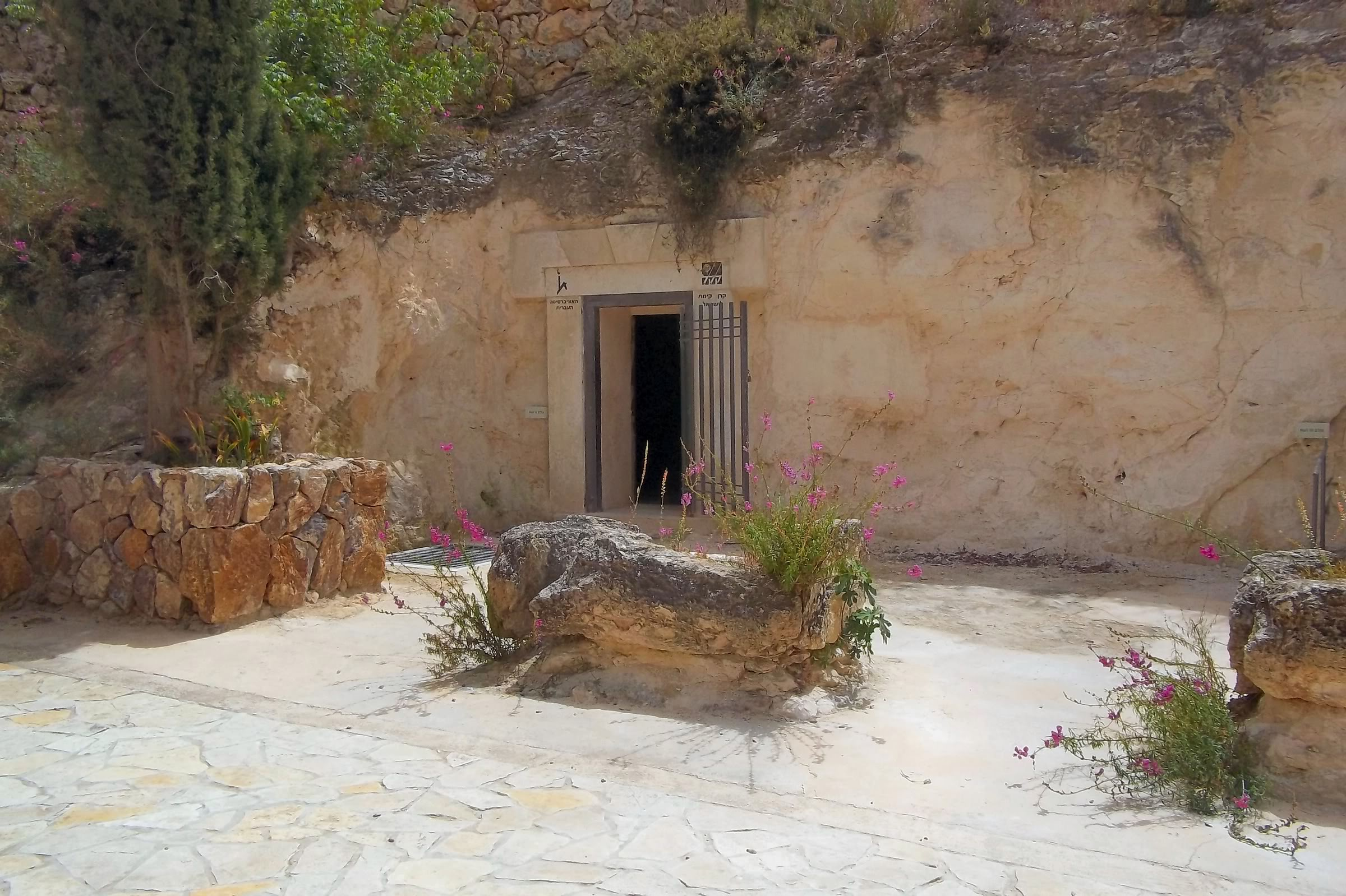
Cueva de Nicanor
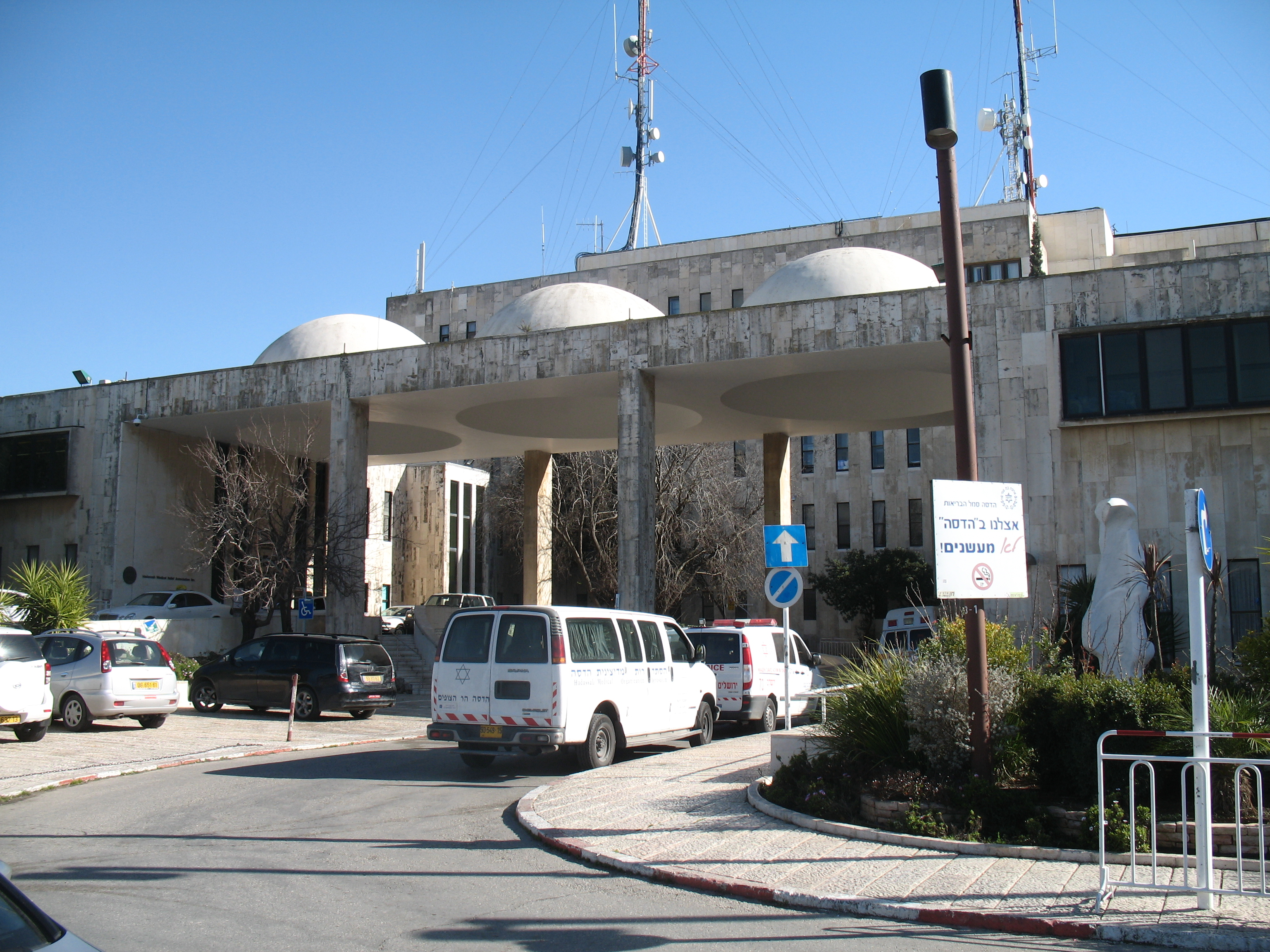
Centro Médico Hadassah - Monte Scopus
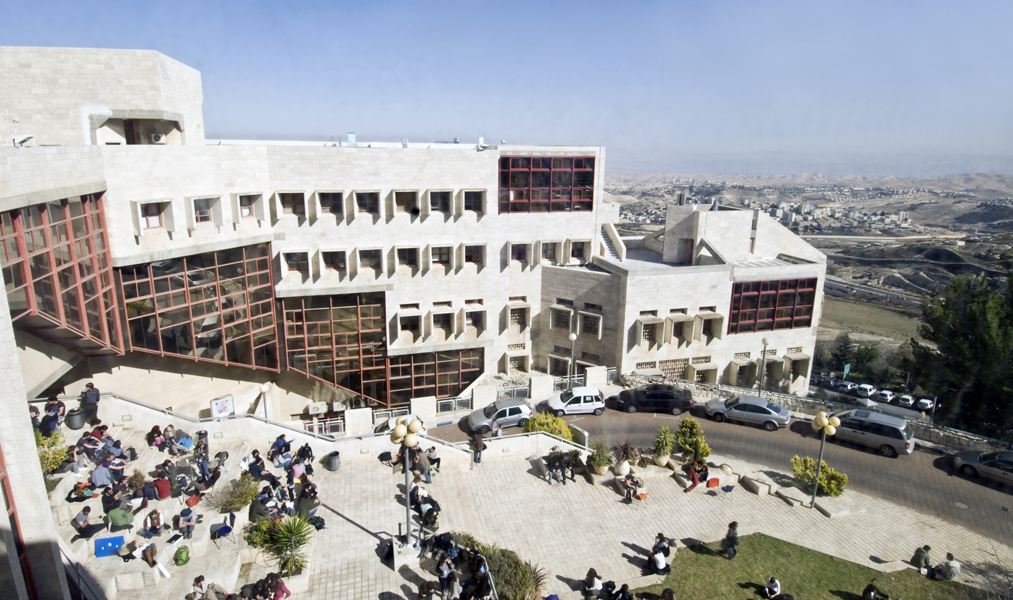
Bezalel - Academia de artes y diseño
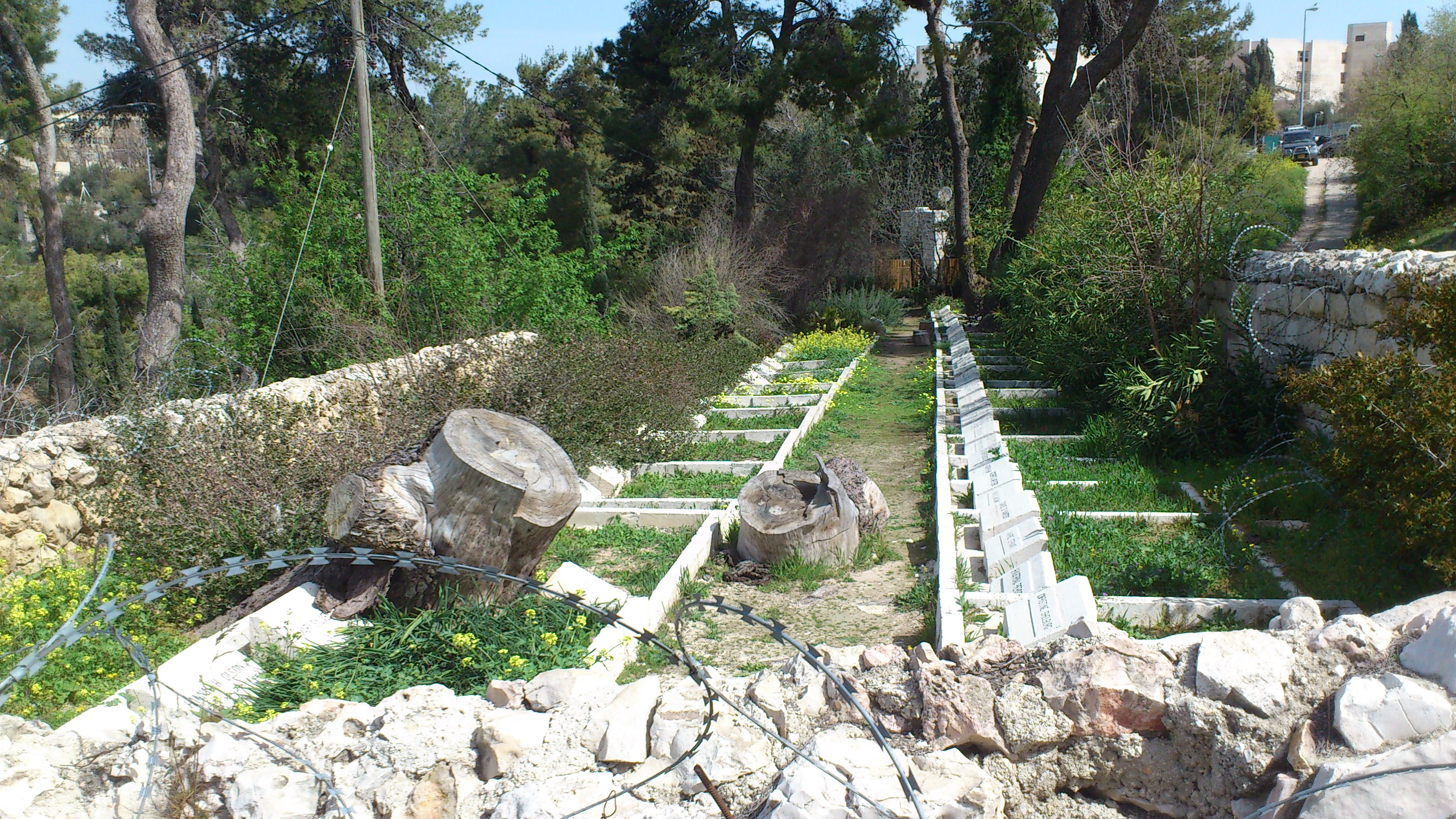
Jerusalén American Colony Cemetery
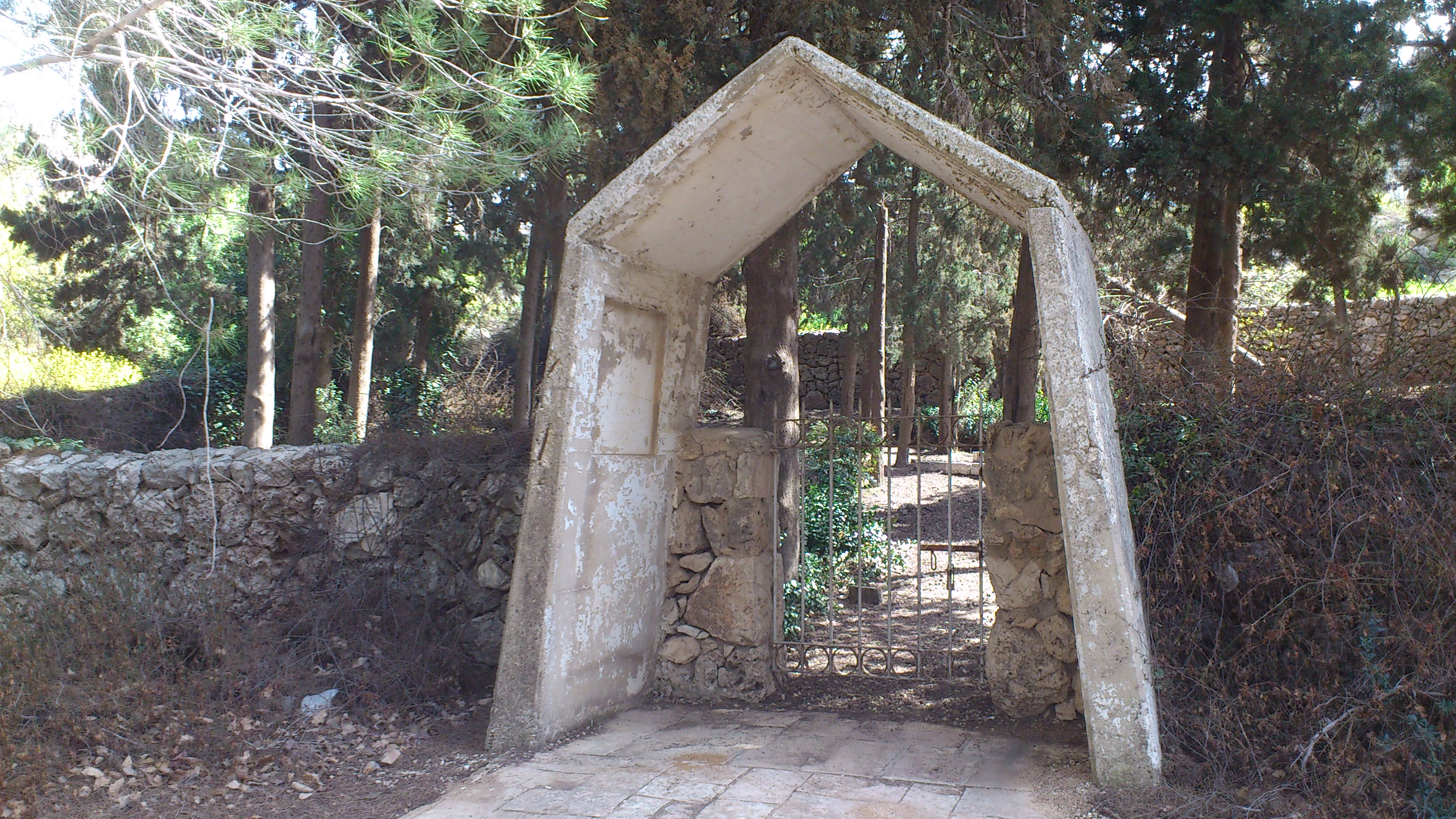
Bentwich Cementerio